# Thaton
Thaton (mon: သထံု [kəthɜ̀m]; birmano: သထုံျမိဳ႕; MLCTS: sa. htum mrui.) es una localidad del Estado Mon, en el sureste de Birmania.
Es la capital del distrito homónimo, que ocupa la mitad septentrional del Estado Mon. Tiene unos ciento treinta mil habitantes en 2007.

## Ubicación
Se sitúa sobre la carretera 8, a medio camino entre Mawlamyaing y Pegu. Al este sale una carretera que lleva a Hpa-An.

## Etimología
Thaton es la forma birmana de "Sadhuim" en mon, el cual deriva de "Sudhammapura" (birmano: သုဓမ္မပူရ) en pali, refiriéndose a Sudharma, la sala de reunión de los dioses.

## Historia
En los escritos budistas se menciona el país de Suvanna Bhumi, tradicionalmente identificado con Thaton, pero esto hoy en día se ha puesto en duda. Sir Arthur Phayre identifica Thaton con la Xeythoma visitada por Nicolo de Conti hacia 1430, pero sobre esto también hay serias dudas y probablemente se trataría de Sittang.
En 1853 tenía sólo 30 o 40 casas (200 o 300 habitantes) pero fue elegida capital de distrito en 1895 y en 1901 ya eran 14 342 habitantes. El comité municipal se estableció en 1887.

## Demografía
La población en el censo de 1983 era de 61 790 habitantes y la estimación en 2007 era de 130 000 habitantes.